# Tornieria
Tornieria é um gênero de dinossauro da família Diplodocidae. Há uma única espécie descrita para o gênero Tornieria africana. Seus restos fósseis foram encontrados na formação Tendaguru na Tanzânia, e datam do Jurássico Superior (Tithoniano).

## Nomenclatura e taxonomia
A espécie foi descrita por Eberhard Fraas em 1908 como Gigantosaurus africanus. Richard Sternfeld, em 1911, renomeou a espécie para Tornieria africana.